# NGC 2662
إن جي سي 2662 التي يرمز لها بالرمز NGC 2662، هي مجرة، في كوكبة الشجاع.

## الاكتشاف
اكتشفت في 16 مارس 1836، بواسطة جون هيرشل.